# Trinia
- Commons
- Wikispecies

Trinia é um género botânico pertencente à família Apiaceae.

## Espécies
São reconhecidas 10 espécies de acordo com The Plant List.
- Trinia crithmifolia (Willd.) H.Wolff
- Trinia dalechampii (Ten.) Janch.
- Trinia glauca (L.) Dumort.
- Trinia guicciardii (Boiss. & Heldr.)
- Trinia hispida Hoffm.
- Trinia kitaibelii M.Bieb.
- Trinia multicaulis (Poir.) Schischk.
- Trinia muricata Godet
- Trinia pumila (L.) Rchb.
- Trinia ramosissima (Fisch. ex Trevir.) W.D.J.Koch

1. ↑  «Trinia — World Flora Online». www.worldfloraonline.org. Consultado em 19 de agosto de 2020
2. ↑  The Plant List (2013). Versão 1.1. Trinia Publicado na Internet; http://www.theplantlist.org/ (acedido em 21 de Junho de 2015).